# Ахмадов Рамзан Адланович
Рамзан Адланович Ахмадов (чеч. Ӏадлани ВоӀ Рамзан); нар. 1970, Урус-Мартан, ЧІАРСР, СССР — пом. 2001, Старі Атаги, Чечня) – чеченський польовий командир, бригадний генерал ЗС ЧРІ, командувач західного фронту ЗС ЧРІ.

## Біографія
Народився 4 лютого 1970 року в місті Урус-Мартан Чечено-Інгуської Республіки.
Військову кар'єру начал в «абхазькому батальйоні» Басаєва. Після закінчення війни в Абхазії повернувся в Чечню і зібрав своє релігійно-політичне воєнізоване угрупування Урус-Мартанівський джамаат.
У Першу чеченську війну керував великим загоном чеченців, що діяли, зокрема, в місті Грозному.
У Другу війну Рамзан Ахмадов командував Ісламською бригадою. Під його керівництвом перебували Урус-Мартановський фронт, Ачхой-Мартановський фронт і західна частина Грозного. Його групи також діяли в Гудермеському, Шалінському і Курчалоєвському районах Чечні.
У грудні 1999 року керував чеченцями у боях за Аргун.
30 травня 2000 року за його наказом бойовики здійснили теракт в грозненському районі Чернорєчьє, в ході якого загинув полковник Зверєв.
Загинув в лютому 2001 року в ході бойових дій в селищі Старі Атаги.